# Квакуде
Квакуде (груз. ქვაყუდე) — село в Грузії.
За даними перепису населення 2002 року в селі проживає 475 осіб.